# Maksim Razoemov
Maksim Razoemov (Russisch: Максим Разумов; Lipetsk, 12 januari 1990) is een Russisch voormalig wielrenner die in 2015 reed voor Itera-Katjoesja, het opleidingsteam van World Tour-team Katjoesja. Eind 2013 liep hij stage bij Katjoesja, maar wist geen profcontract af te dwingen.

## Overwinningen
2011
2e etappe Friendship People North-Caucasus Stage Race
2013
2e, 3e en 5e etappe Grote Prijs van Sotsji
Puntenklassement Grote Prijs van Sotsji
Eindklassement Vijf ringen van Moskou
1e etappe Ronde van Samara (met Maksim Pokidov)
3e etappe Tour des Fjords (ploegentijdrit)
2e etappe Friendship People North-Caucasus Stage Race
2014
1e etappe Vijf ringen van Moskou
2015
1e etappe Grote Prijs van Sotsji (ploegentijdrit)
1e etappe Grote Prijs van Adygea (ploegentijdrit)

## Ploegen
- 2009 –  Moscow
- 2010 –  Moscow (tot 30-4)
- 2012 –  Itera-Katjoesja
- 2013 –  Itera-Katjoesja
- 2013 –  Katjoesja Team (stagiair vanaf 1-8)
- 2014 –  Itera-Katjoesja
- 2015 –  Itera-Katjoesja

Belkov · 
Broett · 
Caruso ·
Florencio ·
Goesev ·
Haller · 
Ignatenko · 
Ignatjev · 
Isajtsjev ·
Koetsjynski ·
Koeznetsov ·
Kolobnev ·
Kozontsjoek ·
Kristoff ·
Kritski ·
Losada · 
Mensjov (tot 19/05) ·
Moreno ·   
Paolini · 
Porsev ·  
Rodríguez · 
Selig ·
Smukulis · 
Špilak · 
Tsatevitsj · 
Tsjernetski ·
Trofimov ·
Vicioso · 
Vorganov ·
Vorobjov ·
Antonov (stagiair) ·
Razoemov (stagiair) ·
Nikolajev (stagiair) 
Akimov · Arslanov · Foliforov · Frolov · Ignatiev · Jatsevitsj · Katyrin · Kosjakov · Kovsj · Manakov · Nikolajev · Pokidov · Ptasjkin · Razoemov · Stasj · Zakarin · Zverkov
Belych · Borovik · Frolov · Ignatiev · Krivosjejev · Loekonin · Loetsenko · Mamykin · Nemykin · Nikolajev · Pokidov · Pomosjnikov · Razoemov · Rozin · A.Samochvalov · D.Samochvalov · Zjoejkov